# Zona di sviluppo economico e tecnologico di Tientsin

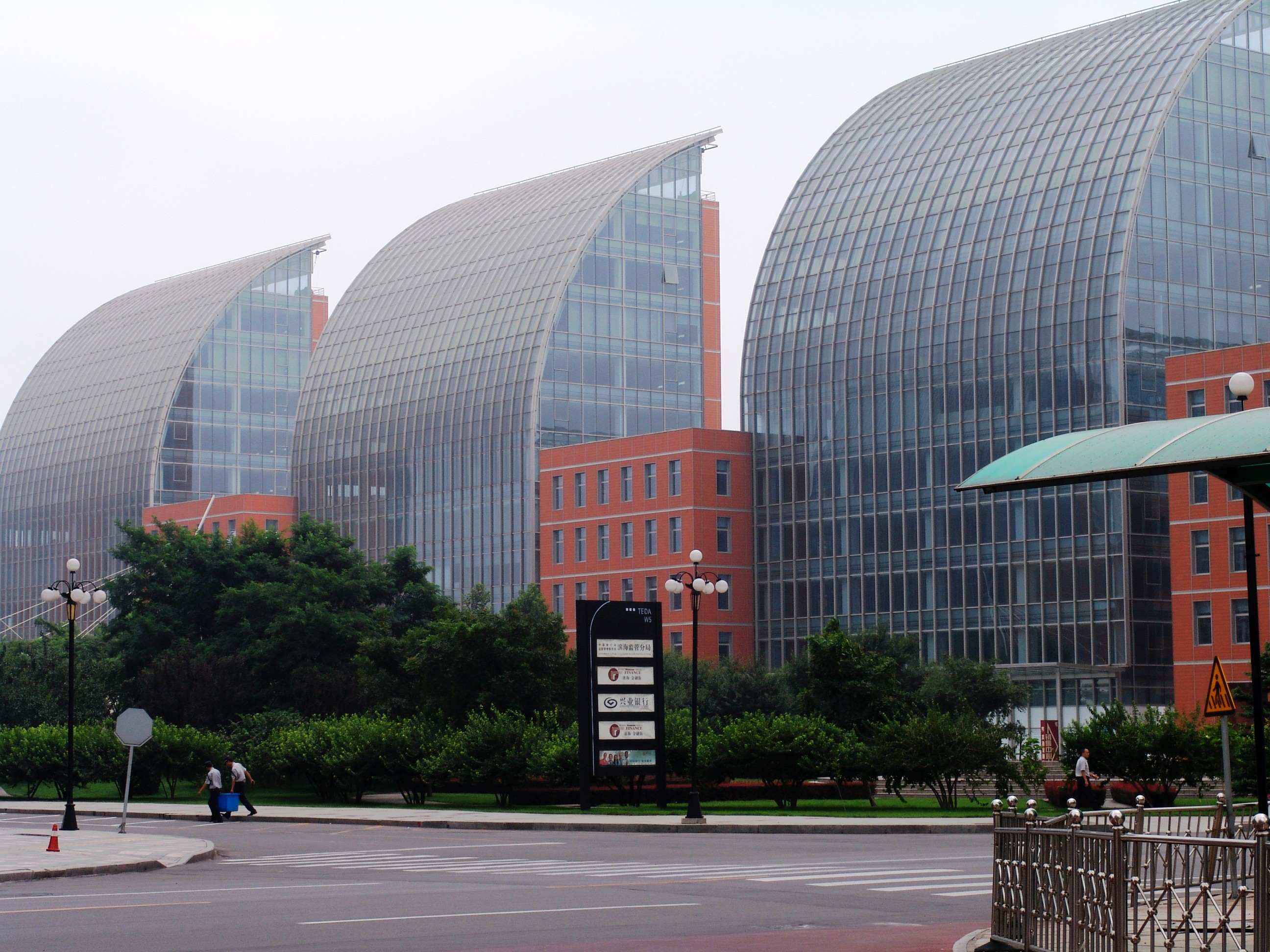
Centri finanziari nella zona di sviluppo economico e tecnologico di Tientsin

La zona di sviluppo economico e tecnologico di Tientsin (天津經濟技術開發區T, 天津经济技术开发区S, tiānjīn jīngjì jìshù kāifā qūP, in inglese Tianjin Economic-Technological Development Area), nota con l'acronimo TEDA (泰達T, 泰达S, tài dáP, lett. "pace e prosperità"), è la principale zona di libero scambio di Binhai, distretto di Tientsin, città della Cina. 
L'area fu costituita nel 1984 e su impulso del Ministero per il Commercio della Repubblica Cinese ha conosciuto un rapido sviluppo, che ha portato all'insediamento dei quartieri generali di molte imprese che operano nel settore tecnologico, edile e portuale. Ospita anche il TEDA Football Stadium (泰达足球场S), impianto di 37.450 posti edificato nel 2004 e già sede delle partite del Tianjin Teda.